# Kvarteret Typhon

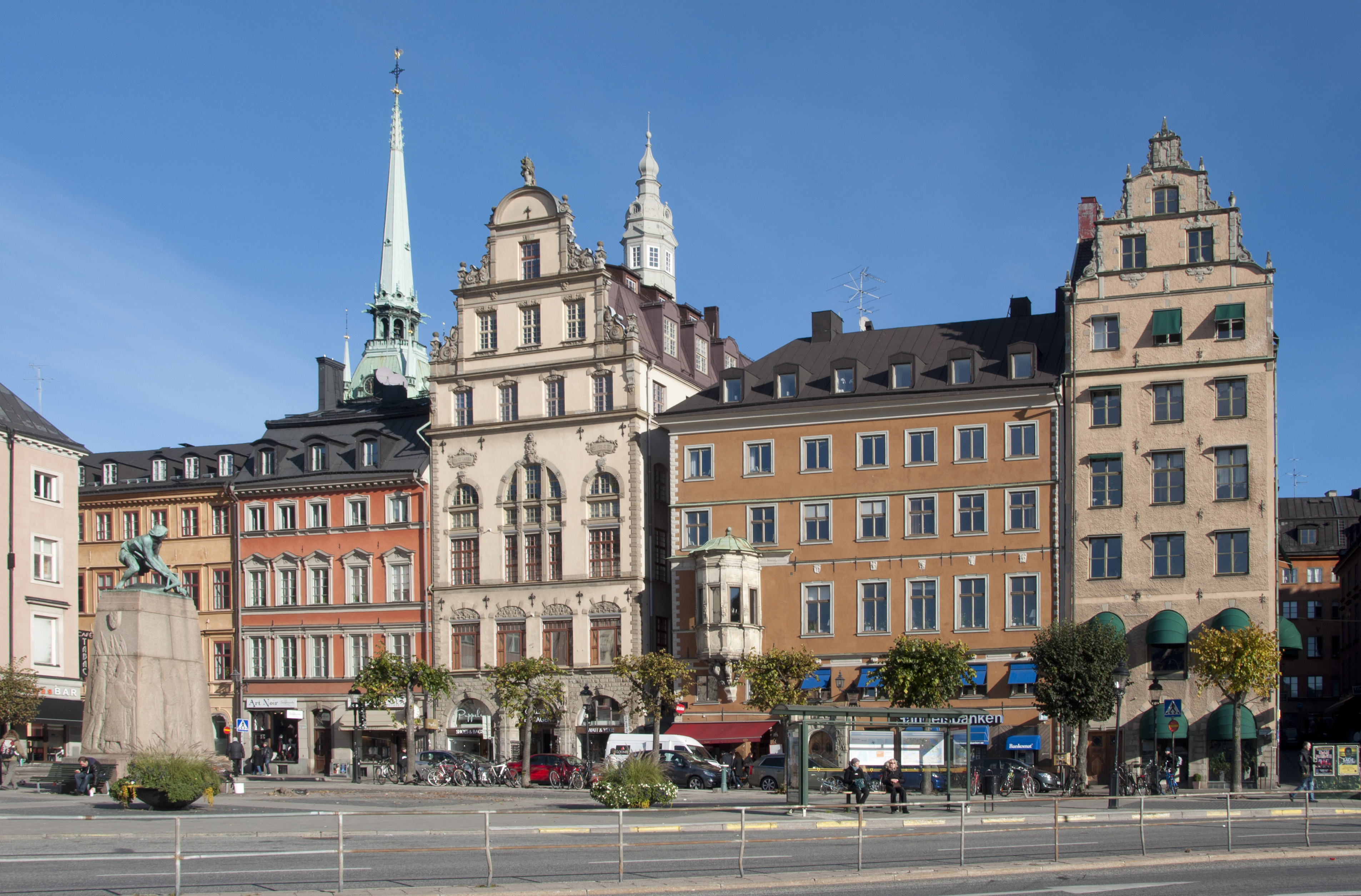
Typhons fasader mot Kornhamnstorg.

Typhon (efter den mytologiska varelsen Tyfon) är ett kvarter i Gamla stan, Stockholm, som avgränsas av Västerlånggatan, Tyska brinken, Stora Nygatan, Kornhamnstorg och Funkens gränd. Kvarteret genomkorsas av Torgdragargränd. Här återfinns bland annat Von der Lindeska huset, Funckska huset och byggnaden Typhon 16.
Vid en arkeologisk undersökning år 1998 i fastigheten Typhon 9 (mot Västerlånggatan och Tyska brinken) hittades en mur som troligen tillhört en byggnad i sydvästra delen av nuvarande fastighet. Ett kulturlager med trärester påträffades och kol 14-daterades till 980-1160 e.Kr.